# Iglesia de la Intercesión de la Santísima Virgen en Yokohama
La iglesia de la Intercesión de la Santísima Virgen (también: iglesia de la Protección de la Madre de Dios, ruso: храм Покрова Пресвятой Богородицы в Йокохама jram Pokrova Presviatoy Bogoroditsy v Yokohama, japonés: 横浜ハリストス正教会 Yokohama Harisutosu seikyōkai) es una iglesia ortodoxa localizada en Yokohama, Kanagawa, Japón. Fue construida y dedicada en 1980, su fiesta de la dedicación del templo se celebra el 1/14 octubre. Es una de las comunidades ortodoxas más grandes de Japón.

## Historia
La comunidad ortodoxa en Yokohama existe desde los años 80 del siglo XIX gracias a la actividad de la misión ortodoxa rusa en Japón; fue cuando la comunidad adquirió su primera casa de reuniones, donde se decían sermones regulares por parte de unos catequistas enviados desde Tokio. En 1889 se erigió la primera iglesia ortodoxa en la ciudad, que fue dedicada por el obispo Nicolás (Kasatkin), que estaba al cargo de la misión. La primera iglesia se destruyó por causa de un incendio provocado por un terremoto en 1923.
El primer templo, destruido por el incendio, en 1935 fue reemplazado por un edificio de dos plantas, al estilo de una iglesia casera, extendido por todo Japón en la época; una de las plantas se usaba para los servicios religiosos de adoración, y la otra poseía una residencia para el sacerdote y una sala para las reuniones de los fieles.
El segundo templo tuvo que ser reemplazado por uno tercero debido al aumento del número de los feligreses de la comunidad ortodoxa en la urbe. En 1980, en una parcela donada por una de las fieles, se construyó la iglesia actual.

## Imágenes
El iconostasio del templo fue escrito en el monasterio de la Santísima Trinidad y san Sergio. Cuenta con varios iconos procedentes de diferentes épocas y de diferentes estilos artísticos, creados tanto por autores japoneses, como rusos. Algunos de los iconos de la iglesia representan a: el santo obispo Nicolás (cinco iconos, el más antiguo del siglo XVIII), la Oración en el Jardín Getsemaní, san Inocente de Irkutsk (del monasterio de la Santísima Trinidad y san Sergio), y el icono titular del templo: la Protección de la Madre de Dios.

## Comunidad
La parroquia cuenta con unos cuatrocientos fieles, algunas de sus actividades son: una escuela dominical, reuniones de la comunidad misionera o bazares ortodoxos.
Uno de los miembros más destacados de la comunidad ortodoxa de Yokohama fue el subdiácono Cyril Inoue, quien creó una página web para el templo y una biblioteca virtual de obras ortodoxas.